# HB-Kunstführer
HB-Kunstführer nannte sich eine ab 1983 in der HB-Vertriebs- und Verlagsgesellschaft Hamburg erschienene Kunstführer-Reihe. Vertrieben wurden die Hefte von der in Stuttgart ansässigen Pegasus Buch- und Zeitschriften Vertriebsgesellschaft über den lokalen Zeitschriftenhandel (z. B. an Kiosken und in Bahnhofsbuchhandlungen).
Die Redaktion lag in den Händen von Ulrike Klugmann.

## Aufmachung und Zielsetzung
Die HB-Kunstführer lehnten sich vom Format her an die bereits ab 1977 im selben Verlag erschienenen HB-Bildatlanten an und waren mit einem dunkelblauen Cover versehen. Sie nahmen eine Zwitterstellung zwischen Zeitschrift und Kunstreiseführer ein. Auf knapp 100 Seiten wurden die wichtigsten Bauwerke einer bestimmten Region oder Kunstlandschaft vorgestellt. Anfangs konzentrierte man sich auf deutsche Städte und Landschaften, später kamen auch Orte und Regionen anderer europäischer Länder (z. B. Paris, Toskana, Florenz, Provence) hinzu. Alle Hefte waren mit zahlreichen Farbfotos, Stadtplänen und einer Übersichtskarte versehen. Ergänzt wurden die Reisebeschreibungen jeweils durch ein Sonderkapitel über bekannte Künstler oder über die für die entsprechende Region typischen Bauwerke oder -formen.
Die Bezeichnung der Reihe basiert, ebenso wie der des Verlages, auf dem Namen der bekannten Zigarettenmarke HB. Das Logo der Marke, ein rotes, gelb hinterlegtes Dreieck mit den Initialen HB, ist auf dem Cover der Hefte zu sehen.
Nach der deutschen Wiedervereinigung gerieten auch die neuen Bundesländer ins Blickfeld und so erschien 1992 ein erstes Heft über Dresden. 1994 folgte eine Ausgabe über das Bundesland Mecklenburg-Vorpommern, 1995 eine über Potsdam mit Brandenburg sowie Thüringen und 1996 eine Ausgabe über Sachsen-Anhalt. 1997 erschien ein weiterer Dresden-Band, der auch die Sächsische Schweiz mit einschloss.
1997 wurde die Reihe eingestellt, obwohl einige Gegenden Deutschlands wie z. B. das Saarland, das Sauerland, das Bergische Land, das Ruhrgebiet oder auch Ostwestfalen-Lippe noch keine Würdigung erfahren hatten. Insgesamt waren 65 Hefte erschienen.

## Erschienene Ausgaben
- 1: Würzburg und Mainfranken (1983)
- 2: Lübeck und Herzogtum Lauenburg (1983)
- 3: Aachen und die Eifel (1983)
- 4: Freiburg, Südlicher Schwarzwald (1983)
- 5: Münster und das Münsterland (1984)
- 6: Regensburg und die Oberpfalz (1984)
- 7: Oberammergau, Pfaffenwinkel (1984)
- 8: Heidelberg und die Bergstraße (1984)
- 9: Koblenz und der Mittelrhein (1984)
- 10: Schleswig-Holsteins Westen (1984)
- 11: Augsburg, Bayerisch Schwaben (1984)
- 12: Oldenburg und Ostfriesland (1985)
- 13: Xanten und der Niederrhein (1985)
- 14: Konstanz und der Bodensee (1985)
- 15: Frankfurt, Wiesbaden, Taunus
- 16: Schleswig und Schleswiger Land (1985)
- 17: Bamberg, Fränkische Schweiz (1986)
- 18: Speyer und die Pfalz (1986)
- 19: Aschaffenburg, Spessart, Odenwald (1986)
- 20: Straßburg, Colmar, Elsaß
- 21: Köln (1986)
- 22: Oberschwäbische Barockstraße (1986)
- 23: Trier (1987)
- 24: Passau und der Bayerische Wald (1987)
- 25: Rothenburg, Taubertal, Hohenlohe (1987)
- 26: Mainz, Worms, Rheinhessen (1988)
- 27: Baden-Baden, Nordschwarzwald (1988)
- 28: Florenz (1988)
- 29: Lüneburger Heide (1988)
- 30: Salzburg, Salzburger Land (1988)
- 31: München (1989)
- 32: Venedig (1989)
- 33: Allgäu (1989)
- 34: Toskana (1989)
- 35: Berlin (1990)
- 36: Provence (1990)
- 37: Nürnberg, Nürnberger Land (1990)
- 38: Rom (1990)
- 39: Hamburg (1991)
- 40: Südtirol (1991)
- 41: Bayreuth, Coburger Land (1991)
- 42: Paris (1991)
- 43: Stuttgart, Neckarland (1992)
- 44: Brüssel, Antwerpen, Brügge, Gent (1992)
- 45: Hildesheim, Weserbergland (1992)
- 46: Dresden (1992)
- 47: Harz (1993)
- 48: Ulm, Schwäbische Alb (1993)
- 49: Bremen, Elbe-Weser-Region (1993)
- 50: Sizilien (1993)
- 51: Mecklenburg-Vorpommern (1994)
- 52: Altmühltal (1994)
- 53: Burgund (1994)
- 54: Fulda und die Rhön (1994)
- 55: Potsdam, Brandenburg 1995, ISBN 3-616-06555-0.
- 56: Würzburg und Mainfranken (1995)
- 57: Thüringen 1995, ISBN 3-616-06557-7
- 58: Oberbayern (1995)
- 59: Sachsen-Anhalt 1996, ISBN 3-616-06559-3.
- 60: Münster, Münsterland (1996)
- 61: Bamberg, Fränkische Schweiz (1996)
- 62: Freiburg, Südschwarzwald (1996)
- 63: Regensburg, Oberpfalz (1997)
- 64: Dresden, Sächsische Schweiz (1997)
- 65: Elsaß, Straßburg (1997)